# Uncontrollable Fatulence
Uncontrollable Fatulence is een compilatiealbum van het Amerikaanse punklabel Fat Wreck Chords. Het werd uitgegeven op 19 november 2002 en is het zesde album uit de Fat Music-serie. De titel van het album is een woordspeling van "uncontrollable flatulence", Engels voor "onbedwingbare winderigheid".

## Nummers
1. "Presenting: The Dancing Machine (il robot con la testa di scimmia)" - The Lawrence Arms
2. "Back to the Motor League" - Propagandhi
3. "Leavin'" - Mad Caddies
4. "File under 'Adult Urban Contemporary'" - Dillinger Four
5. "Never Stops" - Lagwagon
6. "Your Worst Mistake" - Strung Out
7. "Generation Lost" - Rise Against
8. "Friends of the Enemy" - No Use for a Name
9. "Blue Times Two" - Avail
10. "Sign in a Window" - Swingin' Utters
11. "Faction" - Less Than Jake
12. "Cocksucker" - Frenzal Rhomb
13. "Federation" - Anti-Flag
14. "Mattersville" - NOFX
15. "Built to Last" - Sick of It All
16. "I Hate You" - Wizo
17. "Yesterday's Headlines" - Good Riddance
18. "Nothing Compares 2 U" - Me First and the Gimme Gimmes